# Ente
Enter er fiktive væsner i Tolkiens univers. Enterne ligner meget store levende træer, men kan tale og har hver sin personlighed, afhængigt af hvilken træsort de passer og beskytter. I filmatiseringen af Ringenes Herre møder man enterne første gang i De to Tårne da Merry og Pippin løber ind i Fangorn-skoven. Senere angriber de Isengard da de ser hvad Saruman har gjort ved deres skov. I Kongen vender tilbage ser man kun enterne i starten da Merry og Pippin bliver hentet i det ødelagte Isengard. I bøgerne var det Elverne der mødte Enterne først og lærte dem at tale.
Det antydes i bøgerne, at Enterne er i familie med Huornerne, der er en vildere, mere primal race. Det vides ikke, om en Huorn er et træ, der er blevet mere ente-agtig, eller en Ente, der er blevet mere træ-agtig og vild, om end sidste mulighed er mest sandsynlig.